# Station Shipley
Shipley is een spoorwegstation van National Rail in Shipley, Bradford in Engeland. Het station is eigendom van Network Rail en wordt beheerd door Northern Rail. Het station is geopend in 1846.